# Thymoites minnesota
Thymoites minnesota är en spindelart som beskrevs av Claude Lévi 1964. Thymoites minnesota ingår i släktet Thymoites och familjen klotspindlar. Inga underarter finns listade i Catalogue of Life.